# Imhof Knoll
Koordinaten: 68° 40′ S, 2° 10′ W
Der Imhof Knoll ist ein Tiefseeberg in der Haakon-VII.-See vor der Prinzessin-Martha-Küste des ostantarktischen Königin-Maud-Lands.
Die Benennung der Formation erfolgte 1997 auf Vorschlag des Vermessungsingenieurs und Glaziologen Heinrich Hinze vom Alfred-Wegener-Institut. Namensgeber ist der Schweizer Kartograph Eduard Imhof (1895–1986) von der ETH Zürich.